# Double Pact
Double Pact war eine in ihrem Heimatland erfolgreiche Schweizer Rap-Crew. Sie bestand aus den drei Mitgliedern Stress, Yvan und Nega. Insgesamt veröffentlichten sie vier Alben. Nach zehn Jahren zusammen im Musikgeschäft trennte sich die Gruppe. Sie treten jedoch weiterhin gemeinsam auf.

## Bandmitglieder

### Stress
Stress (mit bürgerlichem Namen Andres Andrekson) stammt ursprünglich aus Estland und ist mit 12 Jahren mit seiner Mutter in die Schweiz gezogen. Hier ist ihm dann mit Double Pact der grosse Durchbruch gelungen, nachdem er schon in Frankreich und Deutschland bekannt war. Stress veröffentlichte unter anderem die Soloalben Renaissance und Des rois, des pions et des fous. 2007 spielte er in dem Schweizer Film Breakout mit. Auch der Soundtrack zu dem Film stammt von ihm. Zwei Jahre später trat er auch in dem Film Verso auf.

### Nega
Am 26. April 2004 veröffentlichte auch Nega (mit bürgerlichem Namen Sérge Djoungong) sein erstes Solo-Album N.E.G.A. Noch am 3. September desselben Jahres erschien mit Mémoires Ecrites sein zweites Werk. Es folgten noch das dritte Album Ultimatum sowie ein Doppelalbum mit 31 Liedern.

### Yvan
Yvan (mit bürgerlichem Namen Yvan Jaquemet) ist als Musikproduzent tätig und unterstützt Stress und Nega auch bei ihren Solokarrieren musikalisch. Am 12. Dezember 2006 brachte  er ein Mixalbum mit Namen Union Beats Switzerland auf den Markt.

## Diskografie

### Alben
- 1995: Impact n°3
- 1998: Pour ma planete bleue
- 1999: C'est comme la vie
- 2001: Kidnapping
- 2002: Rien à perdre
- 2006: Au revoir